# AZS UWM Olsztyn
AZS UWM Olsztyn ist ein Sportverein aus der polnischen Stadt Olsztyn. Es werden im Verein über 20 Sportarten angeboten. Besondere Erfolge erkämpfte sich der Verein im Volleyball. In dieser Sportart spielen die Männer in der Polnischen Volleyball-Liga und im CEV-Pokal.

## Badminton
Im Badminton gewannen Karolina Kosińska 2008 sowie Magdalena Jaworek und Klaudia Rogalska 2009 Bronze im Damendoppel bei den nationalen Titelkämpfen. 2013 erkämpften sich Lech Dryżałowski und Aneta Walentukanis Bronze im Mixed.

## Volleyball

### Auswahl ehemaliger Spieler
| - Zbigniew Lubiejewski - Mirosław Rybaczewski - Maciej Tyborowski - Stanisław Iwaniak - Stanisław Zduńczyk | - Leszek Urbanowicz - Ireneusz Nalazek - Arkadiusz Wiśniewski - Witold Roman - Mariusz Sordyl | - Mariusz Szyszko - Donald Suxho - Łukasz Kadziewicz - Piotr Gruszka - Mark Siebeck | - Steffen Busse - Michał Bąkiewicz - Paweł Papke - Björn Andrae - Sinan Cem Tanik | - Frank Dehne - Richard Lambourne - Paweł Zagumny - Olli Kunnari |

### Erfolge
- Polnischer Meister – 1973, 1976, 1978, 1991, 1992
- Polnischer Vizemeister – 1972, 1974, 1977, 1980, 1989, 1993, 2004, 2005
- Polnischer Pokalsieger – 1970, 1971, 1972, 1982, 1989, 1991, 1992
- CEV-Pokal – 2. Platz 1978, 3. Platz 1973